# Federația Română de Hochei pe Gheață
Federația Română de Hochei pe Gheață kontrollerar den organiserade ishockeyn i Rumänien. Rumänien inträdde den 24 januari 1924 i IIHF.

### Fotnoter
1. ↑  ”Romania”. International Ice Hockey Federation. http://www.iihf.com/iihf-home/countries/romania.html. Läst 9 april 2012.